# Georges Guingouin
Georges Guingouin, né le 2 février 1913 à Magnac-Laval en Haute-Vienne et mort le 27 octobre 2005 à Troyes, est un résistant et militant communiste français.
Militant jusqu'en 1952 du Parti communiste français (PCF), il joue un rôle de premier plan dans la Résistance, dirigeant le maquis de la montagne limousine sous le nom de « Raoul ». Ses camarades le surnomment « Lou Grand » ou le « préfet du maquis », tandis que Charles de Gaulle l'a défini comme « l’une des plus belles figures de la Résistance » et l'a fait compagnon de la Libération, l'un des rares communistes dans ce cas (douze sur 1 053 récipiendaires).
Après la Libération, il est mis en cause par des personnalités ayant collaboré avec le régime de Vichy pour des exactions commises sous son autorité durant l'« épuration sauvage » en 1944. Ses rapports avec la direction centrale du Parti communiste français sont de plus en plus houleux dans la fin des années 1940, jusqu'à son exclusion en novembre 1952, suivie de sa démission du conseil municipal de Limoges en janvier 1953, signant la fin de ses responsabilités politiques. Dans les mois qui suivent, il est désigné comme le commanditaire d'un double meurtre commis en 1945 et, alors qu'il est placé en détention, est passé à tabac à la prison de Brive-la-Gaillarde. Libéré en 1954, il obtient finalement un non-lieu en 1959.

## Biographie

### Jeunesse
Le père de Georges Guingouin, (qu'il n'a jamais connu), sous-officier de carrière, est tué dans la région de Bapaume le 28 août 1914. Sa mère, fille d'un ouvrier porcelainier, est directrice d'école primaire. Guingouin est d'abord élève à l'école primaire supérieure de Bellac (Haute-Vienne), puis il est admis à l'école normale d'instituteurs de Limoges de 1931 à 1934. Il part accomplir son service militaire en 1934 : titulaire du fascicule no 6 lui demandant de rejoindre le centre de mobilisation, il est secrétaire d'état-major à la 6e Compagnie du train à l'École militaire à Paris. Après son service, il est nommé, en octobre 1935 à 22 ans, instituteur à Saint-Gilles-les-Forêts (Haute-Vienne).
Ce jeune instituteur est très préoccupé par l’engagement politique. Converti au communisme à l’école normale, il adhère au Parti communiste en 1935, devient secrétaire général du « rayon » d'Eymoutiers, qui regroupe alors cinq cantons ruraux de l'est du département. Il devient alors secrétaire de mairie du village de Saint-Gilles-les-Forêts et devient le principal animateur du Parti communiste dans le « rayon » d’Eymoutiers.
Il a une taille inhabituelle pour l'époque et dégage une impression de puissance tranquille, de solidité et aussi d'obstination. Il est taillé en force, massif, le visage épais, le cheveu planté dru, les épaules lourdes. Il écrit des articles de politique étrangère dans l'hebdomadaire du Parti, Le Travailleur du Centre. « En pleine effervescence, grâce notamment à l’action des leaders paysans du PCF, Renaud Jean et Marius Vazeilles, le communisme rural obtient de bons scores et de nombreux candidats ruraux sont élus lors des élections de 1936 » confirme l'historien Max Lagarrigue, qui ajoute : « Guingouin prend la direction de la campagne électorale pour son rayon. Son action lui vaut d’être nommé au comité fédéral puis au bureau régional du PCF. » À l'occasion de la préparation des élections de 1936 par le parti, apparaît une première divergence fondamentale, le rejet par la direction de la candidature d'un militant de base. Ce dernier, Marcel Lenoble, est soutenu par Guingouin ; la direction fédérale lui aurait préféré un apparatchik, Citerne. Guingouin est assez persuasif pour imposer son ami Lenoble, qui obtient de bons résultats. Citerne est finalement candidat dans la circonscription Nord, où il a des résultats décevants. Guingouin prend le soin avant son départ pour l'armée (comprendre « pour la guerre » fin 1939 et non son service militaire) de camoufler dans la grange d'un camarade de Saint-Gilles-les-Forêts, la ronéo et la machine à écrire du rayon avec un stock important de papier, de stencils et de cartouches d'encre, puis détruit des archives et, en particulier, les listes détaillées d'adhérents des cellules régionales… Précautions fort sages : car quand des inspecteurs de police viennent perquisitionner chez lui, pendant qu'il est au front, ils ne trouvent rien et doivent s'en retourner bredouilles ![réf. nécessaire]

### Mobilisation
Mobilisé le 23 août 1939 comme soldat de 2e classe, au groupe de transport 120/124, il est blessé le 17 juin 1940 à l'arcade sourcilière gauche, coupure à la langue, il est évacué le 18 juin 1940 et soigné à l'hôpital militaire Sainte-Madeleine de Moulins (Allier). La ville étant attaquée par les Allemands, il quitte volontairement ces lieux pour éviter d'être arrêté, après avoir été informé d'une visite de gendarmes, et rejoint sous la mitraille le poste de secours d'un groupe d'infanterie tout proche en traversant les jardins de l'hôpital grâce aux tranchées-abris creusées dans ceux-ci suivi d'un autre blessé… et se fait évacuer vers Montluçon. De retour à Saint-Gilles-les-Forêts par ses propres moyens, empruntant des lignes régulières d'autocars, il retrouve son foyer et ses amis.
Il est soigné par un médecin d'Eymoutiers, le docteur Jules Fraisseix (maire PCF révoqué). Après une convalescence de vingt jours, il reprend dans la clandestinité ses activités de militant communiste sous le pseudonyme de Raoul et rédige et diffuse secrètement en août 1940 un « appel à la lutte armée » contre l'occupant. Ses problèmes avec le gouvernement de Vichy sont liés, non à son appartenance au PCF, mais à ses activités illégales ; en effet, profitant de son rôle de secrétaire de mairie, il fabrique des faux papiers grâce aux registres d'état civil de personnes nées à Saint-Gilles, mais ayant quitté le village. Une seule précaution, mais impérative : la personne munie de tels papiers ne doit porter sur elle aucun document compromettant, car, en cas de fouille, la police aura tôt fait de retrouver l'origine des faux papiers. Ayant quand même été repéré et prévenu qu'il allait être arrêté, il s'enfuit et entre dans la clandestinité. En septembre 1940, suspendu par le rectorat de ses fonctions d'enseignant, il reprend contact avec l'appareil clandestin du Parti et devient secrétaire fédéral de la Haute-Vienne. Il décide toutefois de ne pas diffuser le no 9 du bulletin La Vie du parti (septembre 1940) qui déclare entre autres : « Nous devons être sans haine vis-à-vis des soldats allemands. Nous sommes contre de Gaulle et le clan capitaliste dont les intérêts sont liés à Vichy. »

### Résistance et clandestinité

#### Fondation en janvier 1941 duTravailleur limousin
Georges Guingouin publie en janvier 1941 le premier numéro du Travailleur limousin, un journal clandestin. Il écrit plus tard qu'il s'abstenait de toute attaque contre de Gaulle et le Royaume-Uni, s'écartant ainsi de la ligne officielle du parti communiste. En février 1941, il échappe de peu aux inspecteurs de police venus l'arrêter à son domicile. En avril 1941, apprenant qu'il était de nouveau recherché en Haute-Vienne, il quitte le département et prend le maquis en Corrèze aux « Plaines » à Soudaine-Lavinadière, en habitant un jour chez un camarade qui vit dans une maison isolée avec ses deux filles, ou un autre dans des cahutes forestières faites de rondins de bois, ou dans des maisons inhabitées, ou même dans des souterrains connus de lui. Les conditions de vie sont très dures. Il organise des distributions massives de tracts qu'il rédige et imprime avec sa ronéo et les fait distribuer dans des foires régionales. Il obtient même une fausse identité, celle d'un neveu du camarade communiste chez qui il habite, André Dupuy, parti de la région vers l'âge de neuf ans, en se rappelant impérativement qu'il a deux sœurs.

#### Vol de 140 cartes d'alimentation en septembre 1941
En septembre 1941, pour contrer les vols de cartes d'alimentation et mettre en difficulté les membres de l'appareil clandestin du PCF dans les centres urbains, le gouvernement de Vichy décide de faire imprimer de nouvelles cartes d'un modèle différent, qui doivent entrer en vigueur le 1er janvier 1942. Un seul moyen pour s'en procurer : faire un prélèvement avant distribution, dans les mairies, où elles sont déjà en dépôt, à condition de bien connaître les lieux. Guingouin pense tout de suite à son ancienne mairie de Saint-Gilles-les-Forêts. Les gendarmes multiplient les patrouilles la nuit, il faut être armé. Guingouin, à la tête d'un groupe de résistants, organise dans la nuit du 30 septembre au 1er octobre 1941, la première récupération à main armée de cartes d'alimentation en cambriolant la mairie de Saint-Gilles-les-Forêts, récupérant un paquet de 140 cartes, les feuillets trimestriels de tickets, le cachet de la mairie (pouvant plus tard être modifié pour resservir) et des documents importants. Cela lui vaudra d'être condamné par contumace aux travaux forcés à perpétuité par le tribunal militaire de la 12e région le 26 janvier 1942.
À partir de ce moment-là, les vols se multiplient dans la région et au-delà, le plus retentissant étant celui de Tulle le 26 juin 1943, par les FTP qui volent les tickets trimestriels destinés à tout le département de la Corrèze.

#### Fondation des Francs-tireurs et Partisans
Georges Guingouin nomme les premiers groupes armés de Châteauneuf-la-Forêt les « Francs-tireurs et partisans » et crée « la Brigade de marche limousine » structurée en compagnies et bataillons à une époque où les groupes de Francs-tireurs et partisans (FTP) n'existent pas encore. À la fois chef et soldat, il dirige personnellement de nombreuses actions de sabotage contre les moyens de transports et d'usines stratégiques pour l'occupant. Ses relations avec le Parti deviennent tendues. Par la suite, il intègre l’organisation nationale des Francs-tireurs et partisans. Le 25 janvier 1943, il organise un vol d'explosifs de nuit, dans la poudrière de la mine de la société Wolfram exploitant de la Wolframite (minerai de tungstène) située à proximité de Saint-Léonard-de-Noblat en dérobant quarante-sept caisses de dynamite, soit 1 772 kg, avec l'aide de camarades de son organisation. Malgré des gardes renforcées, deux autres raids ont lieu à la mine de Puy-les-Vignes, les 15 et 17 mars 1944 pour se saisir du matériel complémentaire, cordons de mèches lentes, détonateurs, « crayons » retardateurs de mise à feu, etc.
Les autorités occupantes s'inquiètent de ces audacieux coups de main, lourds de menaces pour elles, et une compagnie de la Wehrmacht vient cantonner à la mine pour en assurer la protection. Mais les vols d'explosifs continuent dans la région de Cussac avec, le 17 mai 1943, quatre à cinq kg de cheddite chez un carrier et, à Bersac, le 30 septembre 1943, trente kilos de dynamite. L'exemple entraîne l'émulation et joue un rôle important dans la guerre des partisans contre l'occupant.

#### Premières divergences internes au PCF
En mars 1942, ses premières distributions de tracts sur les marchés sans avoir consulté la direction locale du PCF lui sont reprochés. Puis Gabriel Roucaute, l'un des représentants de la direction du Parti en zone sud, qui s'était étonné de son identité, selon Philippe Robrieux, lui demande solennellement de déplacer son action à Limoges. Guingouin refuse, pour ne pas abandonner les hommes qu'il a organisés en groupes de combat.
Roucaute le relève de ses fonctions, le privant ainsi de tout soutien matériel et financier. En août 1943, le sabotage des batteuses agricoles est sévèrement critiqué au sein du PCF, où le responsable départemental Charles Nédélec pense qu'il « va se mettre les paysans à dos » alors qu'ils vont finalement l'imiter.
Guingouin refuse l'ordre du PCF de quitter la région, reprochant à Charles Nédélec, qui au cours de l’année 1942 avait été rappelé à Paris en vue des accords du Perreux de réunification de la CGT de 1943, son « travail de bureaucrate » et sa « manière de discréditer les camarades qui travaillent dans les pires conditions ».
Fernand Dupuy, futur secrétaire particulier de Thorez, est chargé de défendre les demandes de Nédelec. Le mois suivant, Georges Guingouin dit avoir démasqué un ancien des Brigades internationales infiltré dans ses troupes pour l’assassiner, Pierre Lerouge. De nombreux témoignages des proches de Guingouin confirment la présence de cet homme en Limousin, mais pas cet objectif.
La divergence précoce entre Guingouin et le Parti sera contestée par Jean-Marc Berlière et Franck Liaigre au vu d'archives qui attesteraient l'absence de différends avant avril 1942.
Georges Beyer, membre du comité central du PCF jusqu'à son éviction en 1950, et beau-frère du commandant en chef des FTP Charles Tillon, va ensuite transmettre à Guingouin l'ordre de la direction du PCF de ne pas réaliser la fusion des différents mouvements armés de la région du Centre.

#### La Croix Chevaux, camp secret des Partisans

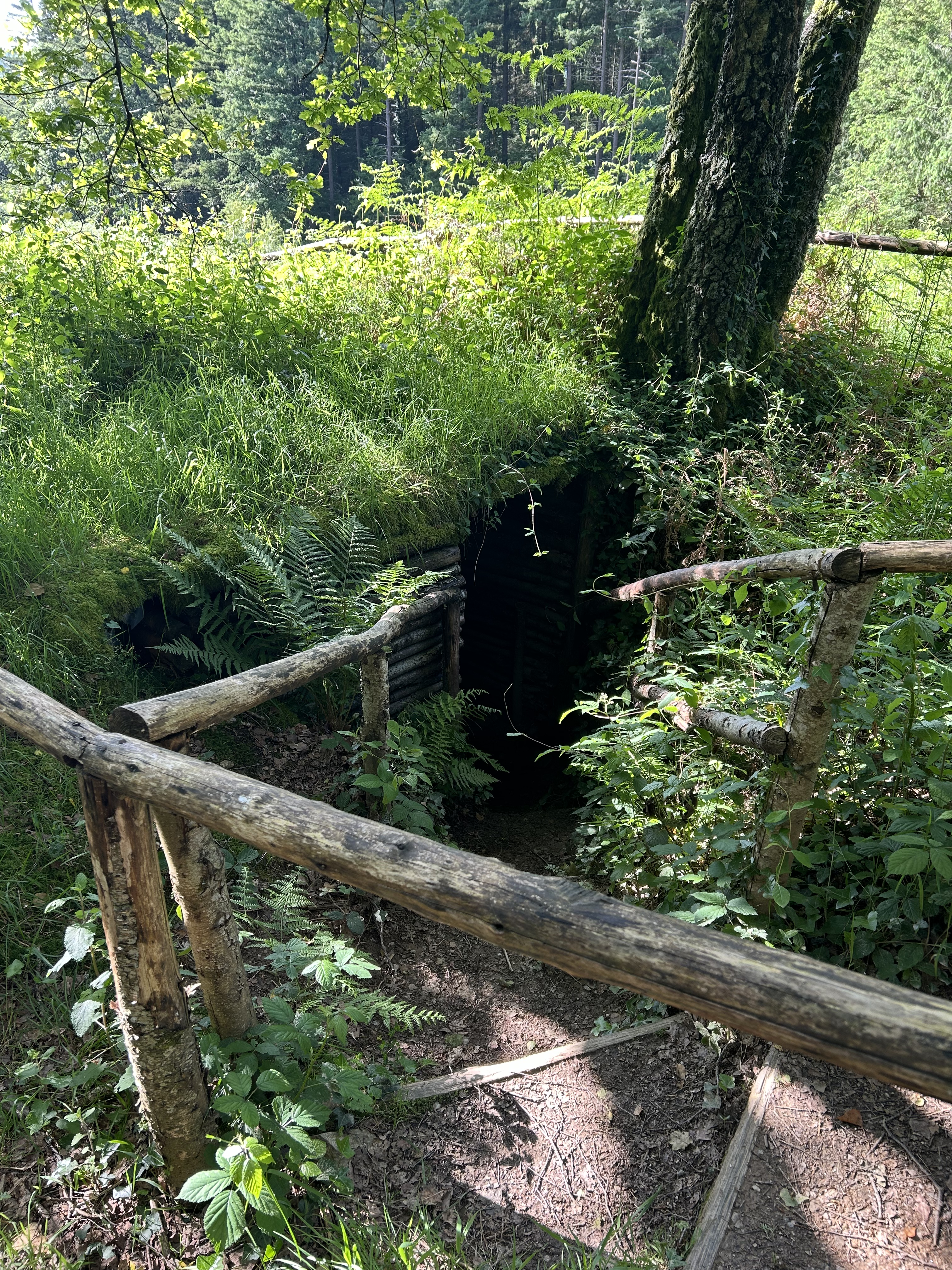
La cache en forêt de Châteauneuf.

Surnommé « Lo Grand » (Le Grand, lo se prononce « lou » en occitan) par les paysans — sa taille étant inhabituelle pour l'époque —, Georges Guingouin organise ses premiers groupes de maquisards. Dans la forêt de Châteauneuf, au lieu-dit « La Croix Chevaux », les partisans ont établi leur campement et des abris pour y vivre. Cette forêt s'étend sur quatorze kilomètres. Sa largeur varie de quatre à dix kilomètres. Il est difficile de s'y orienter. Il y a là tout pour se cacher : de nombreuses sources vives, des fourrés inextricables. Ce camp est rigoureusement secret. Jamais une liaison n'y arrive. Les contacts ont lieu ailleurs pour le recrutement. En général, ce sont des gars de la région que l'on connaît. De ce fait aucun mouchard ne pourra s'infiltrer. Par mesure de prudence, au cours de l'été 1943, le camp essaime sur d'autres versants de la forêt. En septembre, trois camps voisins sont créés, au lieu-dit « Les Trois Hêtres », afin de s'épauler en cas d'attaque.
Les conditions de vie sont dures : pommes de terre et eau claire aux débuts. Des vols de légumes ont lieu dans des jardins et des fermes. Ensuite ils sont ravitaillés par des connaissances paysannes ralliées à leur cause, en légumes, viandes, pain frais et vins. Toutes les randonnées se font à pied par des chemins tortueux la nuit, avec retour au petit jour pour ne pas être repéré.

#### Lutte armée et «préfet du maquis»
Georges Guingouin se fait appeler le « préfet du maquis » car il écrit, signe et édite des lettres, affiches et tracts subversifs clandestins, critiquant avec virulence et énonçant des règles de résistance au régime de Vichy, notamment pour lutter contre les bas prix des réquisitions. Du blé récupéré est redistribué à la population, comme le stipulent des affiches clandestines placardées dans la région, signées « Préfet du Maquis ».
Le 12 décembre 1942, Georges Guingouin donne le signal d'une campagne qui empêche la livraison de fourrage aux Allemands, en faisant détruire dans toute la région, des presses à fourrage du ravitaillement général, destinées aux réquisitions de foin imposées par le gouvernement de Vichy. À 2 h du matin, Guingouin se rend seul avec une bombe artisanale et détruit la botteleuse stationnée sur un quai dans la gare d'Eymoutiers face à la gendarmerie. L'armée allemande utilise encore de nombreux moyens hippomobiles. Le bruit est terrible et réveille tout le quartier (une plaque commémorant cette action est apposée sur la façade de la gare côté rue). Un rapport détaillé du Commissaire divisionnaire Chauvin daté du 13 décembre 1942 est transmis aux autorités de police judiciaire régionale ; il conclut « Jusqu'à présent, aucun indice ni soupçon ». La botteleuse de Meymac saute le 15 décembre. Le Ravitaillement général envoie une autre botteleuse à Eymoutiers. Les paysans doivent de nouveau apporter du fourrage. Bien qu'elle soit gardée la nuit, à 21 heures, le 16 février 1943, la seconde botteleuse saute. Sautent aussi celles de La Croisille et de Nedde, opérations exécutées par deux groupes de trois hommes. Les rondes de gendarmerie étant de plus en plus fréquentes, Guingouin constitue une unité fixe, la « 1re brigade de marche limousine », et des unités « volantes » de trois à quatre hommes, qui se dispersent très rapidement et sont difficilement repérables.
Le 16 février 1943, de nouveaux décrets sont pris par le gouvernement de Vichy, instituant le STO - (Service du Travail Obligatoire). Les classes 39, 40, 41 en partie et la classe 42 en totalité sont concernées. En mars 1943, un convoi doit partir de la gare d'Eymoutiers pour l'Allemagne. De jeunes agriculteurs et des bûcherons ont reçu leurs convocations des mains des gendarmes. Intégrés à des groupes clandestins de résistants, ils sont bien décidés à ne pas partir. Il faut frapper un grand coup, empêcher le convoi de partir, en faisant sauter un ouvrage sur la ligne de chemin de fer. L'objectif est vite trouvé : un viaduc enjambe la vallée. C'est l'endroit rêvé pour couper la ligne SNCF de façon durable. Par la même occasion, on fait sauter le canal d'amenée de la centrale hydroélectrique de Bussy qui un moment longe la voie ferrée.
À la nuit tombée, neuf hommes, dont Guingouin, se trouvent au pied du viaduc, en ayant apporté un tube en fonte contenant trente kg de dynamite. La charge est placée dans un petit canal situé en haut d'une pile recevant les eaux pluviales de la voie ferrée. À 2 h 30, dans un fracas de tonnerre, la pile s'effondre, entraînant deux arches du viaduc de Bussy-Varache sur la ligne Limoges-Ussel, dans la nuit du 13 mars 1943 ; les dégâts sont très importants : les rails et traverses de la voie ferrée pendent dans le vide et l'ouvrage ne sera pas réparé avant la fin de la guerre, ce qui gênera considérablement les troupes d'occupation.
Dans la région de Limoges se trouve une usine de régénération de caoutchouc essentielle pour l'économie allemande, produisant quinze à vingt tonnes par jour. Dans la nuit du 9 mai 1943, à la demande des Anglais, Guingouin dirige personnellement un commando de six hommes dont un ouvrier de l'usine qui coupe la ligne téléphonique, Guingouin profitant de la pause des surveillants à minuit se faufile entre les bâtiments et met une bombe dans le foyer de chacune des deux chaudières des Éts Wattelez et Cie (usine de Puy Moulinier) du Palais-sur-Vienne, qui régénérait depuis 1921 du caoutchouc avec des vieux pneus usagés. À l'aube, grâce à un système de cartouches à retardement, juste avant la rentrée des ouvriers, les deux générateurs sont détruits, et font ainsi perdre pendant cinq mois à l'économie allemande la production de la deuxième usine de caoutchouc de France.
Au retour, les deux Tractions Avant du commando ayant pris du retard sur l'opération, phares allumés, sont repérées de loin dans la nuit et échappent de peu à un barrage de gendarmerie, en le forçant tous feux éteints. Guingouin au volant avec trois hommes dans la première voiture, mitraillettes à la portière, ne donne aucun coup de feu. Les gendarmes par contre ripostent en ouvrant le feu sur la voiture. L'embuscade fait un mort, un gendarme tué par Guingouin, descendu de sa voiture pour protéger le passage de la deuxième. Malgré des impacts de balles sur la carrosserie des deux voitures, personne n'est touché : un miracle. Le retour vers leurs caches dans la forêt de Châteauneuf est difficile et se fait en plusieurs étapes, en cachant leurs véhicules dans des cours de ferme, grâce à des relations paysannes acquises à leurs causes. Avec ce nouveau coup d'éclat, une partie de la population se rend compte de la force et de l'organisation des réseaux clandestins de résistants, ce qui a pour conséquence une nouvelle arrivée de jeunes hommes réfractaires au STO.
Le 14 juillet 1943, c'est un véritable raid militaire qui est organisé, avec la coupure et la destruction du câble souterrain de téléphone, reliant, via Limoges-Eymoutiers-Ussel-Clermont-Ferrand, la base sous-marine de Bordeaux occupée par les allemands, et l'État-Major de la Kriegsmarine à Berlin.
Les forces de police ont la rage au ventre… Les sabotages se succèdent, mais les enquêtes sont au point mort. La population se tait, mais applaudit à tout ce carnage. Sous la direction du général Bois aux ordres de Vichy, quinze escadrons de la Garde républicaine, douze escadrons de groupes mobiles de réserve et des forces supplétives de la gendarmerie sont envoyés pour le maintien de l'ordre dans le Limousin, sans grand résultat. En août 1943, Georges Guingouin entreprend à nouveau d'empêcher les récoltes et donc les réquisitions, et stopper les livraisons de blé aux Allemands en détruisant la nuit à l'explosif des batteuses repérées dans des fermes ; à la suite de cette action, les Allemands appellent le Limousin « la petite Russie ».
Comme « préfet du maquis », il réglemente également les barèmes agricoles ainsi que les taux de blutage pour la fabrication du pain, ceci afin de contrer la vente sur le marché noir et les nombreuses tricheries et magouilles. À la même époque, il reçoit les premiers parachutages de nuit, d'armes du SOE anglais dans des conteneurs métalliques cylindriques largués en parachute sur des prairies repérées par ses unités.

#### Coups de force contre les banques, les PTT, le Trésor public
Le percepteur d'Eymoutiers, M. Raillitte, un ami de la Résistance, accepte de fournir des renseignements précieux pour se procurer de l'argent : « Le 6 décembre 1943, des sacs postaux seront envoyés par le tramway départemental 401 ». Un groupe de huit à neuf individus va tendre une embuscade en barrant la route avec un autocar détourné de sa ligne régulière Chamberet-Eymoutiers, laissant croire à une panne mécanique sur la voie du tramway, pour faire arrêter la rame à Saint-Bonnet-sur-Briance, et enlever tous les sacs postaux présents. Sont ainsi acquis facilement 450 000 francs par la Résistance. La Brigade de Gendarmerie de Châteauneuf-la-Forêt va immédiatement ouvrir une enquête en contactant un peloton de gardes mis sur pieds pour enquêter, mais les coupables, une nouvelle fois, ne seront pas rejoints. D'autres coups de force sont faits dans la région, au Trésor public, recettes des PTT, succursales de banque…

#### Modus vivendiavec les gendarmes
Pendant le mois de janvier 1944, la zone d'influence du maquis, montée d'un cran, couvre maintenant toute la partie Est de la Haute-Vienne. Guingouin réunit secrètement au « château de Ribérie », situé au bas de la colline de Saint-Gilles, annexé par son organisation (avec la complicité des fermiers, qui sont des amis du maquis, et le propriétaire faisant mine de ne rien savoir), un détachement de cent vingt volontaires pour une formation et un entraînement paramilitaire avec des formateurs de premier plan. Des sous-officiers de carrière forment l'encadrement pour des raids de plus en plus élaborés. L'entraînement se fait à tir réel. Dans la région la population est toute acquise au maquis. Une fois formés, des groupes affrontent une nouvelle fois les forces de l'ordre de Vichy lors de nombreuses attaques et embuscades : au château de Farsac le 5 février 1944, une embuscade avec l'arrivée d'une patrouille allemande tourne mal, plusieurs maquisards cachés dans des bâtiments agricoles sont tués où blessés en voulant s'échapper, dans les combats de La Ribéyrie le 11 février 1944, de Plainartige en avril 1944 et de Martoulet en mai 1944. À la suite de ces événements, début avril 1944, la division allemande du général Brehmer est envoyée dans la région pour lutter contre ces « terroristes » en attaquant de petits groupes du fief de Guingouin qui, se sentant trop faible, refuse le combat et fait disperser ses troupes dans la nature.
À partir de février-mars 1944, des affiches apparaissent sur les murs de certaines villes comme Saint-Léonard, Eymoutiers, Panazol, avertissant la population que certains vols et actes de pillage commis récemment dans les environs ne sont pas l'œuvre du maquis qui les réprouve et en recherche les auteurs pour les punir.
Il apparaît que l'ordre a changé de bord, même pour ceux qui, revêtus de leurs uniformes sont chargés de le maintenir. Ce qui permet aux quelques gendarmes résistants de convaincre leurs collègues d'établir dans un premier temps un modus vivendi avec le maquis, en attendant de prendre part aux combats, les armes à la main pour aider la Résistance locale. Les enquêtes d'usage ne sont pas poussées : pour la distribution de tracts par exemple, alors que ce sont les femmes de certains gendarmes qui en ont effectué la distribution. Certains membres de brigades de gendarmerie collaborent de plus en plus secrètement avec la Résistance.

#### Résistance en Haute-Vienne au printemps 1944
Lors de la formation des MUR (Mouvements unis de la Résistance), l'instituteur Jean Sénamaud est désigné comme responsable de cette organisation à Bellac, puis dans le secteur D. « Reconnu » dans ses fonctions par le gouvernement provisoire de la République Française, à partir du printemps 1944, Georges Guingouin est davantage en contact avec le délégué militaire régional représentant le Général de Gaulle qu'avec les responsables régionaux des MUR.

« Quelques semaines avant la Libération, dira-t-il plus tard, notre organisation armée comprenait une douzaine de maquis, bien pourvus en armes légères, dont le plus petit comptait deux sections et le plus important sept sections de trente hommes. En tout, un effectif de plus de quarante sections de trente hommes assez efficaces dans les combats de guérilla. »

En mai 1944, la Haute-Vienne compte environ plus de 8 500 hommes armés organisés en groupes volants de quatre hommes. C'est le département qui en compte le plus dans toute la France. Après la fusion des mouvements de résistance Armée secrète avec 4 100 individus, ORA avec 1 050 individus et FTPF avec 3 600 individus, pour former les FFI avec 8 750 individus, dont Georges Guingouin et un officier de l'Armée secrète assurent le commandement dans le département, les structures de la Résistance armée demeurent toutefois confuses, puisqu'en dépit de l'organisation commune, les FTPF ont conservé la possibilité d'agir de façon relativement autonome. Des photos de ce maquis et de son chef ont été prises à l'époque par le photographe Izis Bidermanas qui avait pris les armes avec lui.

#### Débarquement en Normandie

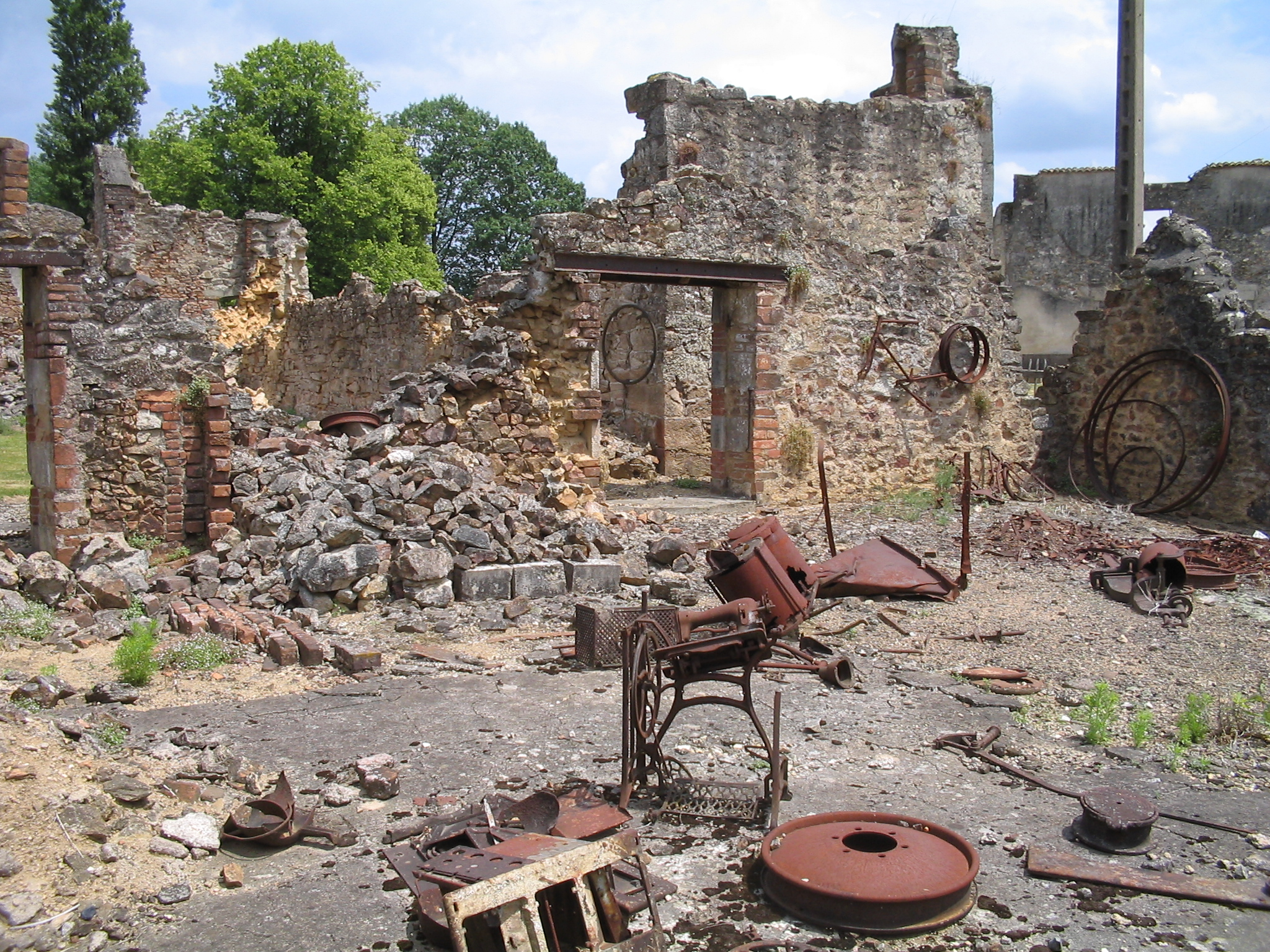
Les ruines actuelles d'une grange d'Oradour-sur-Glane.

Après le débarquement en Normandie du 6 juin 1944, tous les maquisards valides de la Haute-Vienne sont mobilisés pour effectuer avec acharnement et courage le plus grand nombre possibles de sabotages, afin de paralyser les communications allemandes, avec des plastiquages de voies ferrées provoquant des déraillements, des destructions de ponts routiers, coupant les voies de communications, des sabotages et coupures de lignes téléphoniques, etc. Le 9 juin 1944, un pont à Saint-Denis-des-Murs sur La Combade datant de 1868 est détruit à l'explosif par la résistance locale pour ralentir la remontée de la division Waffen SS Das Reich commandée par Heinz Lammerding. Le pont du Râteau à proximité sur la Vienne subira le même sort et conduira le lendemain à faire huit prisonniers en représailles à Masléon dont six vont mourir en déportation à Dachau. La division SS Das Reich (exactement 2e PzD SS), qui a quitté le Tarn-et-Garonne pour rejoindre la Normandie est attaquée plusieurs fois dans sa progression, notamment à la bataille de Tulle, ville prise le 7 juin 1944 par les maquisards de Corrèze sous le commandement de Jacques Chapou, mais est reprise le soir du 8 juin, à la suite de l'arrivée en renfort d'une colonne de la division Waffen SS Das Reich. Les maquisards se replient, laissant la ville aux SS qui le lendemain commettent le massacre de Tulle. La division Waffen SS Das Reich finit par atteindre Limoges le 9 juin 1944 dans l'après-midi. Des résistants tiennent tête à la division en subissant plusieurs attaques aériennes et au sol. Le 9 juin au soir, des maquisards de la « 1re Brigade du Limousin » du sergent Jean Canou capturent le Sturmbannführer SS (commandant) Helmut Kämpfe, considéré comme le « héros » de la division entre entre Saint-Léonard-de-Noblat et Sauviat-sur-Vige, en traversant la route nationale à Moissannes. Depuis 1986, en bordure de cet axe se dresse un menhir, réalisé par l’artiste Jean-Joseph Sanfourche pour rappeler la capture du major. Malgré des recherches infructueuses par les patrouilles de reconnaissance après la découverte de la voiture de Kämpfe, « pillée ». Son adjoint Müller va alors rapporter la mauvaise nouvelle à Sylvester Stadler, commandant du régiment « Der Führer », à Limoges. Aussitôt, un échange de prisonniers est envisagé. Une action est initiée par la Gestapo de Limoges (Obersturmführer August Meier) avec l’accord du commandement de la Das Reich. Fernand Laudoueineix est libéré de la prison du Champ de Foire de Limoges où il était incarcéré, dès le 9 juin. La tentative de négociations des allemands avec la résistance Georges Guingouin est sur le point d’accepter la proposition des Allemands quand il apprend coup sur coup, le massacre d’Oradour et celui du Massacre de Combeauvert, perpétré par Kämpfe lui-même, qu’il apprend lors d’une communication avec le commandant Albert Fossey-François, de l’AS en Creuse. Ils seront exécutés le 10 juin 1944[style à revoir].
Le 10 juin, un détachement de cette division, le 1er bataillon du régiment Der Führer, menée par le commandant Adolf Diekmann et le capitaine Otto-Erich Kahn, cherche et essaye de retrouver Kämpfe. Un informateur français annonce qu'il a été brulé vif sous les yeux d'une foule de maquisards. Adolf Diekmann, un de ses proches, frustré de ne trouver aucune trace des résistants, donne l'ordre de massacrer tous les habitants du village d'Oradour-sur-Glane. Ces nouvelles représailles vont faire perdre 48 heures à la division Das Reich, laquelle ne repartira de Limoges vers la Normandie que le 12 au matin. Ce retard de trois jours sera considéré par le général Eisenhower comme un élément important et déterminant dans l'issue de la bataille de Normandie, en retardant de plusieurs jours l'arrivée de renforts allemands.
Pendant ce temps des groupes très actifs de Guingouin réussissent à libérer les internés des camps de Saint-Paul-d'Eyjeaux et de Nexon leur évitant la mort ou la déportation.

#### Dernière bataille au mont Gargan
Au début du mois de juillet 1944, Georges Guingouin est averti qu'une offensive allemande se prépare contre le maquis qu'il dirige. Le 18, la « 1re Brigade » de Guingouin est attaquée par la brigade allemande du général Von Jesser arrivée sur les lieux, forte d'environ 500 véhicules divers, appuyée par divers renforts, notamment la Milice française de Jean de Vaugelas ce qui déclenche la bataille du mont Gargan qui prend fin le 24 juillet. Les maquisards de Guingouin perdent 97 hommes (trente-huit morts, cinq disparus et cinquante-quatre blessés) ; selon Guingouin, qui affirme se baser sur un document allemand dont il ne donne pas la teneur exacte, les Allemands auraient eu 342 morts et blessés. En fait, ce chiffre est exagéré, car les pertes allemandes, certainement supérieures à celles du maquis, seraient d'environ 250 tués et blessés. C'est l'un des rares combats de la Résistance de l'intérieur dans une bataille rangée face à l'occupant. Une stèle gravée, érigée au sommet du Mont Gargan, est devenue un lieu de mémoire où, tous les ans, une cérémonie est organisée pour le jour anniversaire de cette bataille.

#### Libération de Limoges
Au début de juin 1944, Georges Guingouin reçoit de Léon Mauvais, cadre important du Parti communiste, chef des FTP en zone sud, l'ordre de prendre Limoges. Il refuse, estimant l'action prématurée et dangereuse pour la population, citant pour justifier sa décision l'exemple tragique de la libération prématurée de Tulle (en représailles, 99 hommes avaient été pendus aux rambardes des balcons des maisons et immeubles de l'artère principale de la ville et 149 autres déportés, dont 101 ne revinrent pas). Ce refus pèsera lourd, par la suite, dans les relations de Guingouin avec la hiérarchie du Parti communiste.
Le 3 août 1944, le colonel Guingouin devient chef départemental des FFI de la Haute-Vienne. Le COMAC lui ayant ordonné de prendre Limoges, Guingouin à la tête de 8 000 hommes et avec l'aide d'une mission militaire interalliée prépare les opérations de libération de la ville et préfère l'encercler le 21 août en exigeant la capitulation de la garnison allemande. Il fait recevoir par Jean d'Albis (agent consulaire suisse à Limoges de 1939 à 1951) un représentant du général Gleiniger, mais ce dernier doit faire face à une rébellion d'une partie du 19e régiment de police SS, qui refuse de se rendre, le faisant enlever et exécuter. Le capitaine Stoll, officier allemand, remettra par la suite l'acte de capitulation sans conditions de la garnison occupant la ville. La reddition se déroule sans la moindre effusion de sang. Guingouin, nommé lieutenant-colonel des Forces françaises de l'intérieur, entre à pied à la tête d'une colonne groupée de résistants dans Limoges libéré. Il est fier et au faîte de sa gloire lorsque, le 5 septembre 1944, il transmet ses pouvoirs au nouveau commissaire gaulliste de la République Pierre Boursicot, sans que les raisons en soient clairement explicitées. Georges Guingouin défile à la tête des troupes FFI dans la ville, le 12 septembre 1944, lors d'un grand rassemblement populaire, organisé pour la visite du Ministre de la Guerre, André Diethelm,.

### Épuration en 1944 et après-guerre
Le plus souvent à la fin des années 1940 puis également dans la première partie des années 1950, quand le PCF réduit ou même cesse ses actions en leur faveur, plusieurs milliers d’anciens combattants des Forces françaises de l'intérieur (FFI) et des Francs-tireurs et partisans (FTP) sont inquiétés par la justice, sur fond d'instrumentalisation d'affaires impliquant des ex-maquisards, lors de procès qui se développent et constituent un épisode historique méconnu, montrant selon l'historien Fabrice Grenard, que « loin de faire l’objet d’une idéalisation unanime, la question de la Résistance et de ses actions continuait à diviser la société française après la guerre ».

#### Accusations deL'Époqueen 1945 et duPopulaire du Centreen 1954
Georges Guingouin est accusé d'être directement ou indirectement responsable de certaines exactions par des résistants qui accompagnent la libération et l'épuration de Limoges et du Limousin par l'exécution de collaborateurs et de miliciens. En effet, un tribunal d'exception est mis en place dès le 22 août 1944 à l'initiative de Georges Guingouin, et supervisé par Jean Chaintron, qui devient préfet : 300 personnes comparaissent devant cette cour de justice improvisée, du 24 août au 14 septembre ; soixante-quatorze sont condamnées à mort et exécutées. Dans les années 1950, plusieurs de ces condamnations « expéditives » seront rejugées. Quatre seront cassées, selon le quotidien régional socialiste Le Populaire du Centre qui a repris en 1953 des accusations similaires du journal L'Époque, pourtant jugées diffamatoires les 4 avril et 15 octobre 1946 par le tribunal correctionnel de Limoges, jugement confirmé en appel à Grenoble le 19 mai 1947.
Guingouin, à la suite de rumeurs, est aussi accusé dans une affaire d'appropriation du magot d'un ancien chantier de jeunesse à Chamberet (Corrèze) qui devait se solder par six exécutions sommaires (dont trois membres de l'Armée secrète). L'écrivain Henri Amouroux a ensuite déclaré en 2006 lors d'une conférence, que le tribunal de Limoges, présidé par un capitaine FTP de vingt-cinq ans, assisté de deux lieutenants de vingt-trois ans, juge et condamne à mort en une semaine quarante-cinq personnes dont une seule échappe au poteau (les premiers des accusés n'eurent pas de défenseurs). Citant Georges Guingouin, Henri Amouroux précise que ce tribunal « travaillait de six à douze heures par jour, les samedi et dimanche compris ».
Selon des sources d'historiens, s’il y a des exécutions décidées par le maquis, elles sont plus proches d'une quinzaine de cas, sur une période allant du printemps 1943 à la Libération et aux motifs liés au contexte de guerre.

#### Arrêt de la Cour d'appel de Grenoble de mai 1947
La même année, le 19 mai 1947, la cour d'appel de Grenoble prononce un arrêt condamnant dans des termes particulièrement sévères le journal L'Époque qui avait accusé Georges Guingouin, dix-sept mois auparavant, des pires crimes et exactions. On lit notamment dans les attendus : « La très mauvaise foi de l'auteur des articles résulte, avec une évidence invincible (sic), de l'ensemble des termes incriminés, de la perfidie des attaques (…) avec le désir manifeste de ruiner le prestige dont jouit Georges Guingouin. » La condamnation du journal est lourde : 10 000 F d'amende et 500 000 F de dommages et intérêts (somme considérable à l'époque).

### Mairie de Limoges

#### Élection en mai 1945
Le 20 novembre 1944, Georges Guingouin est grièvement blessé au cours d'un accident de voiture en évoquant le sabotage de son véhicule, une petite Simca, la direction ayant lâché dans un virage. Il est hospitalisé à Limoges. Il est rétabli en avril 1945 après une longue convalescence. Le 13 mai 1945, il est élu maire de Limoges sur une liste d'« Union républicaine et résistante », au terme d'une campagne électorale virulente. Georges Guingouin souhaite donner un nouvel élan à la ville de Limoges, à travers la construction d’infrastructures collectives. Dans un souci d’équiper la ville en équipements sportifs, il décide, conjointement avec la municipalité, d’aménager un stade de tennis et de basket-ball avec des tribunes, ainsi qu’un grand stade de football-rugby, dans la partie sud-est du parc de Beaublanc. Ainsi, M. André Pécaud est nommé, lors de la délibération du 7 août 1945, par la ville en tant que architecte principal. Commencés en mai 1946 pour le stade de basket-ball et de tennis, les travaux sont terminés à la fin de l’année 1947. Le stade de basket-ball et de tennis a alors une capacité de 2 600 places. Le retour aux affaires de Léon Betoulle ne casse pas la dynamique entreprise par l’équipe municipale de Guingouin : « Notre sport est orphelin d’une grande « salle couverte » municipale ». Malgré les charges répétitives d’Albert Chaminade, né en 1912 et mort en 2009 secrétaire départemental de la FFBB, qui fut résistant et échappa à la Gestapo de Limoges, durant la Seconde Guerre mondiale lequel sera plus tard conseiller municipal de Louis Longequeue. Les charges de salle couverte ne suffiront pas à convaincre la municipalité SFIO de construire cet outil dont le basket-ball local a tellement besoin. La ville de Limoges se contente alors de l’ancienne usine à chaussures, acquise en 1946, faisant alors office de salle de sports, située, Rue des Sœurs de la Rivière. Chez les patronages, seul, La Martiale, a la chance de disposer d’une salle, la salle Guynemer. Se faisant, le besoin d’une salle couverte n’était plus d’actualité, même si le projet d’une «  grande salle couverte » reste dans les cartons de la mairie.
Alors que le réseau de tramway électrique avait été modernisé de 1928 à 1932, la compagnie qui le gérait souhaitait depuis 1943 l’adoption du trolleybus. Guingouin souhaite de son côté mettre en place une régie municipale des transports.

#### Affaire des tickets de tramway
Les relations de Guingouin avec le Parti se détériorent rapidement fin 1945. Lors d'une réunion en octobre, Guingouin n'est pas proposé comme candidat pour siéger au comité central ni investi à la députation.
À l'assemblée des élus municipaux communistes, le 12 novembre 1945, il est l'objet d'une attaque de la part d'Auguste Gillot proche de Maurice Thorez et de Jacques Duclos, qui lui reprochent à tort d'avoir augmenté le tarif des tickets de tramway de Limoges. Guingouin n'a pas la possibilité de lui répondre faute de temps, la séance étant levée aussitôt. Le mois suivant, il perd ses responsabilités au sein de la fédération communiste de la Haute-Vienne, au motif qu'il a assez de travail avec sa mairie. De nombreuses cellules communistes réagissent et cessent immédiatement toute activité par solidarité. Le mouvement s'étend aux départements voisins : la Creuse, la Corrèze, la Dordogne…
Aux élections municipales de 1947, Guingouin perd la mairie de Limoges au profit du socialiste Léon Betoulle, maire de Limoges avant-guerre, qui avait voté les pleins pouvoirs à Pétain en 1940, tandis que son vieil adversaire, le socialiste SFIO Jean Le Bail, méprisé par tous les « authentiques résistants », est devenu député de la Haute-Vienne.

### Exclusion du Parti communiste

#### Contexte général
Georges Guingouin est victime de la période de mise à l'écart de grands Résistants du PCF, comme celles, la même année, du député communiste André Marty, secrétaire de l'Internationale communiste de 1935 à 1943, et de Charles Tillon, chef des Francs-tireurs et partisans pour toute la France pendant la Seconde Guerre mondiale, puis celles en 1954 des deux leaders de la résistance dans le Nord-Pas-de-Calais, Auguste Lecœur et René Camphin, un troisième, Roger Pannequin ayant été exclu dès septembre 1953 après avoir été blâmé en 1951 lors de l'affaire Pronnier sur la base d'un témoignage très controversé, auquel la justice n'a pas donné crédit,.
L'historienne française Annie Kriegel y verra un désaccord entre dirigeants communistes précédant le décès de Staline en mars 1953 et Auguste Lecœur ou Philippe Robrieux un réflexe de défense de l'entourage de Maurice Thorez, qui n'avait de son côté pas la même légitimité historique, n'ayant pas participé à la Résistance française.
L'éviction de Guingouin s'inscrit dans une phase de stalinisation du PCF, aggravée par le contexte géopolitique de l'été 1950, quand démarre la Guerre de Corée, à laquelle participe la France, en échange d'une aide financière importante des États-Unis pour faire face à une guerre d'Indochine qui s'enlise et prend de l'ampleur, puis par les conflits historiographiques sur la Résistance, qui s'aggravent à partir du printemps 1951 lors de conflits éditoriaux,, au moment où le culte de la personnalité de Maurice Thorez ne décolle pas vraiment en France, malgré la publication à partir de novembre 1950 d'une autobiographie à sa gloire.

#### Rapport d'octobre 1949 à Maurice Thorez
En 1949, Georges Guingouin pense encore être capable de discuter de la ligne du PCF sous l'Occupation, selon l'historien Fabrice Grenard, et y consacre un rapport critique, remis en octobre 1949 à Maurice Thorez. Alors que les crispations communistes sur l'histoire de la Seconde Guerre mondiale sont en pleine aggravation, ce rapport scelle le sort de Georges Guingouin, tant la démarche choque en haut-lieu. Cependant, en février 1950, il semble être rentré dans les grâces du PCF, dont il devient permanent salarié après avoir été élu secrétaire de l'importante section de Limoges. Mais le « Carrefour de Châteaudun », siège national parisien du PCF, lui reproche toujours d'avoir désobéi en n'investissant pas Limoges de force dès juin 1944. Son franc-parler notamment à l'égard de hauts responsables du Parti dont Léon Mauvais n'arrange rien, Guingouin ne cachant pas ses inquiétudes devant les « dérives staliniennes », le culte de la personnalité voué à Maurice Thorez ou les « procès » intentés à des militants suspects de déviationnisme et contraints de s'humilier publiquement pour ne pas se voir exclus.
Mais la stalinisation du PCF est en voie. Le XIIe congrès du Parti communiste français d'avril 1950 à Gennevilliers voit vingt-sept des quatre-vingt-quatre membres élus du comité central non réélus, un grand nombre de jeunes résistants célèbres étant mis à l'écart. C'est le début des « purges », dont les Soviétiques donnent vraiment le signal au début mars 1951 et qui conduisent à l'exclusion de grandes figures du parti, tels André Marty, « le mutin de la mer Noire », Charles Tillon, ancien chef des FTPF, ainsi que Guingouin. Dans les trois cas, Léon Mauvais tient le rôle d'accusateur en établissant des faux dossiers à charge.
Guingouin est alors confronté à l'influence d'un ex-résistant de son département, Fernand Dupuy, devenu secrétaire particulier de Thorez, dont il organise depuis l'automne 1950 les allers-retour avec l'URSS en coordination avec Léon Mauvais et Auguste Lecœur. Appelé en 1946 à la tête de la fédération communiste de la Haute-Vienne, Dupuy avait su « prendre en mains Georges Guingoin pour lui imposer la volonté du Parti ». Puis il avait accepté de rédiger en avril 1949, à la demande de Léon Mauvais et Auguste Lecœur, une note reconnaissant ses propres "points faibles" de biographie, notamment une libération obtenue pendant la guerre.

#### Accord pour participer aux élections du printemps 1951
Le rapport d'octobre 1949 à Maurice Thorez rédigé par Guingouin n'a toujours pas été examiné lorsqu'arrivent les élections législatives françaises de 1951 à la mi-juin. Lors de leur préparation, Guingouin apprend qu'il est relégué à la 3e position, non éligible, derrière Alphonse Denis et Jean Tricart sur la liste du PCF. Il menace alors de ne pas être candidat. Le PCF insiste, craignant de perdre des voix, et Guingouin accepte en échange que son rapport d'octobre 1949 soit enfin examiné, promesse effectuée par Waldeck Rochet lors d'un comité fédéral de la Haute-Vienne le 19 mai 1951. La méfiance de Guingouin envers Léon Mauvais se réveille lorsqu'il apprend qu'il veut participer à une réunion préparatoire aux législatives, à Limoges le 23 mai 1951. Guingouin s'y oppose, menaçant à nouveau de retirer sa candidature et d'en dévoiler les raisons à la presse. Il obtient gain de cause à nouveau mais cette faute de discipline est sanctionnée et il accepte un blâme lors d'une nouvelle réunion du comité fédéral de Haute-Vienne le 15 septembre 1951, toujours présidée par Waldeck Rochet, mais apprend, malgré cela, qu'il ne pourra pas se présenter aux cantonales.

#### Ultimatum de janvier 1952 et action contre Otto Skorzeny
Le 6 janvier 1952, Guingouin reçoit un ultimatum du comité central, qu'il refuse, exigeant qu'il admette que toutes les questions concernant la Résistance ont été tranchées, et cesse de contester le PCF et tout membre du comité principal à ce sujet. Son exclusion va alors se mettre en place malgré l'absence totale de divergence politique fondamentale avec le PCF et Thorez, dont il attend, en vain, qu’il prenne sa défense, croyant pouvoir peser par le débat démocratique et mettant naïvement le problème sur le compte d’erreurs d’analyses, commises par des responsables mal informés.
Au cours de cette même année 1952, aux côtés d'André Santrot, du comité fédéral de Haute-Vienne, qui l'avait précédé comme secrétaire de la section de Limoges, Guingouin procède en gare de Limoges à la destruction des numéros du Figaro où étaient publiées la traduction des mémoires de l’officier SS Otto Skorzeny, qui se faisait fort de gérer les fonds récupérés par les anciens SS, pour assurer matériellement leur vie dans les pays d'accueil d'Amérique du Sud. L'ex-nazi, réfugié dans l'Espagne franquiste, était responsable du trésor de guerre nazi constitué (sans qu'Hitler le sache) par Martin Bormann dès 1944.
Choqué par l’attitude de la direction du PCF envers le « préfet du maquis », Santrot le soutient et se voit lui aussi mis sur la touche par le PCF. Les mémoires d'Otto Skorzeny, publiées d'abord en allemand en 1950 s'étaient heurtées à un « barrage de témoignages contradictoires », y compris d'ex-officiers allemands démentant son arrestation de Mussolini, comme Kurt Student, commandant en chef des parachutistes allemands pendant la guerre, et étaient accusées d'être « une opération purement commerciale ».

#### Déménagement dans l'Aube et acharnement de Duclos
Lors d'une réunion de la section de Limoges le 8 mars 1952, Guingouin apprend que la direction n'a pas validé son rapport d'octobre 1949 et dément qu'il ait été visé par Léon Mauvais pour la prise de Limoges. Sommé de se soumettre aux décisions du parti, Guingouin abandonne ses fonctions de permanent, en se levant et en déchirant sa carte du parti devant l'assistance avant de quitter la salle. Le bureau fédéral dément sa version dans la presse et le remplace la semaine suivante, ce qui provoque l'indignation de six des onze conseillers municipaux communistes de Limoges et la démission des bureaux de plusieurs cellules PCF de la région. Georges Guingouin est plus que jamais soupçonné de « fractionnisme ». À la mi-avril, il quitte la Haute-Vienne pour Troyes, d'où est originaire sa femme et où elle a trouvé un poste d'institutrice remplaçante.
Lui même obtient sa réintégration dans l'enseignement en septembre 1952 et le couple une mutation à Saint-Laurent-les-Églises, en Haute-Vienne. Le même mois éclate ce que Charles Tillon, ex-numéro un des FTP, appellera les « procès de Moscou à Paris », dont Tillon et André Marty sont les victimes, sous le règne temporaire de Jacques Duclos, qui remplace Maurice Thorez à la tête du PCF depuis son départ vers URSS en 1950. Duclos vient de passer un mois en prison après la manifestation contre le général Ridgway du 28 mai 1952, qui a causé deux morts chez les manifestants et 372 blessés dont vingt-sept grièvement côté police, déclenchant arrestations et perquisitions au siège du Parti communiste français.
Deux mois après sa libération, Jacques Duclos s'attaque à Guingouin, qui vient de revenir en Haute-Vienne, dans une réunion publique à Nantiat. Il reprend à son compte une partie des accusations portées dans une série d'articles du journal L'Époque de décembre 1945, sous le titre « Banditisme et lâcheté », à propos d'un trésor de guerre et d'exécutions sommaires, pourtant été jugés diffamatoires les 4 avril et 15 octobre 1946 par le tribunal correctionnel de Limoges, jugement confirmé en appel à Grenoble le 19 mai 1947. Malgré ces condamnations, le quotidien régional socialiste Le Populaire du Centre reprendra à son tour ces diffamations les 4 et 9 décembre 1953, sous le titre « Limousin terre d’épouvante ».
En octobre 1952, les instances communistes demandent à la cellule à laquelle appartient Guingouin de l'exclure ; les membres de celle-ci refusant, il est affecté autoritairement à une autre plus complaisante qui prononce son exclusion le mois suivant. Les critiques se poursuivent et, le 15 novembre 1952, L'Humanité écrit : « avec Guingouin nous avons affaire à un ennemi de la pire espèce ».
Waldeck Rochet, du comité central du PCF, vient à Limoges pour faire adopter l’exclusion par la fédération. Marie-Louise Lagrange, qui fut conseillère municipale de Limoges avec lui, lit le message de Guingouin, absent, puis quitte la salle et fonde un comité de défense avec Amédée Naturel et Louis Roche, puis un « Comité d’honneur de la Haute-Vienne pour Georges Guingouin », mais elle subit des pressions. Convoquée par la police elle annonce en novembre 1952 renoncer à former une liste d'union des Résistants pour les municipales en mai 1953.
L'analyse de cette exclusion — qui fait suite, notamment, à l'exclusion des dirigeants André Marty et Charles Tillon — montre également le rôle joué dans les luttes de pouvoir entre les dirigeants communistes qui appuient leur légitimité sur leur rôle dans la résistance (tels Georges Guingouin ou Charles Tillon) face à ceux qui appuient leur légitimité sur leur appartenance à la classe ouvrière (tel Maurice Thorez). Georges Guingouin obtient ensuite sa mutation comme instituteur dans l'Aube, département d'origine de sa femme Henriette (ils se sont mariés en 1945 à Limoges). Il enseigne à Montiéramey à Saint-André-les-Vergers et enfin à Troyes.
À voix nue de Georges Guingouin, au micro de Geneviève Huttin, diffusés la première fois en mars 1999. Tout d'abord Le berceau de l'esprit de résistance suivi de Élever la conscience des hommes.

#### Municipales de 1953
L'année 1953 voit le climat entre le PCF et Guingouin se détériorer. Après avoir été exclu le 10 novembre 1952, contre la volonté de la cellule Jean Chaintron de Limoges, il donne sa démission de conseiller municipal de Limoges le 15 janvier 1953 puis s'intéresse à la campagne électorale pour les municipales d'avril 1953. Alors qu'il n'a pas encore fait acte de candidature, il est kidnappé lors d'une distribution de tracts à Saint-Junien, pour être emmené de force dans une réunion publique où il est injurié, selon le correspondant du quotidien Le Monde en Haute-Vienne.

### Poursuites en justice et le non-lieu

#### Accusations de 1953
Georges Guingouin est parallèlement peu à peu impliqué dans une « sombre affaire judiciaire sur laquelle circulent encore hypothèses et rumeurs », appelée aussi les « affaires » de Domps et Chamberet, où la presse locale, socialiste et d'extrême-droite, durcit peu à peu ses commentaires. Le dossier est à charge et monté de toutes pièces par d'anciens collaborateurs, que la guerre froide a fait rentrer en grâce, et qui veulent se venger. L'affaire est confiée à Jacques Delmas-Goyon, un juge d'instruction de Tulle au passé pétainiste. Selon lui, interviennent aussi dans le dossier le juge Debord, d'une juridiction d’exception de Vichy, la section spéciale, qui l'avait condamné par contumace aux travaux forcés le 27 juillet et le 16 octobre 1943, pour des faits de Résistance, et le juge Morer, réintégré un an après avoir été suspendu à la Libération pour des faits de collaboration.
Deux paysans, Emmanuel Parrichoud et son fils Joseph, avaient été retrouvés morts criblés de balles le 27 novembre 1945, dans sa région, par un maquis noir. Des membres de la Résistance qui auraient agi sous son autorité sont accusés.
L'enquête sur le double meurtre s'était terminé par un non-lieu en octobre 1947 et en décembre 1948, tandis que dans la même région, un couple de paysans, Léonie et André Dutheil, et leurs fils avaient aussi été retrouvés mort mystérieusement avant la Libération, abattus, dans la nuit du 4 au 5 juillet 1944, à coups de mitraillette et dépouillés de 100 000 francs par leurs anciens voisins, Pierre et Henri Pradoux.
Un lien entre les deux événements criminels est défendu par l'inspecteur Caverivière et son adjoint André Halifa. Tous deux sont d'anciens collaborateurs qui avaient échappé à l'épuration après avoir traqué Guingouin sous l'occupation,, le second ayant travaillé à l'enquête sur le vol de dynamite à Puy-les-Vignes. Ils s'appuient sur un témoin, simple d'esprit et alcoolique, qui dira plus tard avoir parlé sous la pression. Ce témoin affirme avoir vu par une fenêtre, le 26 novembre 1945, Guingouin et ses militants réunis en « conseil de guerre » préparant la tuerie de Domps.
L'inspecteur Caverivière rend un rapport, le 30 janvier 1953, affirmant que les victimes du second massacre étaient décidés à dénoncer les coupables du premier. Comme dans l'affaire Pronnier, l'accusé du second crime tente d'impliquer son cousin et d'apparaître comme de simples exécutants. Ils affirment qu'ils ont agi avec l'accord de leurs anciens chefs résistants, dont le colonel Georges Guingouin, qui dément et s'en défend vigoureusement. Le juge ne parvient cependant pas à déterminer s'il a « couvert » ces assassinats par son silence.
Le 10 octobre, le témoin François Lascaud affirme que trois personnes se sont vues la veille du second massacre puis affirme des semaines plus tard qu'il y avait dix personnes. Les incohérences de ses témoignages montrent que les enquêteurs cherchent par tous les moyens à impliquer Guingouin. Le 2 décembre 1953, un court article non signé dans Le Monde indique qu'après une « nouvelle et longue journée d'interrogatoires », un autre témoin, Pierre Magadoux, aurait fait des aveux selon lesquels il aurait été consulté et aurait « donné son accord » au meurtre d'Emmanuel Parrichoud et son fils Joseph en juillet 1945. Le quotidien indique que « deux complices de la bande », ex-proches de Georges Guingouin, ont quitté la France et « vont être rappelés pour être interrogés à leur tour ». Le surlendemain, un éditorial virulent du socialiste Jean Le Bail, dirigeant du quotidien Le Populaire du Centre, battu par Guingouin aux municipales de 1945 mais élu député de Limoges en 1946, marque le début d'une campagne de calomnies dans ce journal. Le 10 décembre, François Lascaud, parle même d'un « conseil de guerre » la veille des meurtres et la presse reprend ce terme, ce qui accélère l'enquête.
L'alibi présenté aux jurés par René Pouzache et un autre officier FTP est ensuite remis en cause, Pouzache changeant d'avis et le second témoin étant à la guerre d'Indochine.

#### Incarcération de décembre 1953 et agression du 23 février 1954
Les premières arrestations ont lieu fin novembre, mais les prévenus n'ont d'abord avoué que des vols commis au moment de la Libération.
La justice décide alors de nouvelles mises en examen, sous l'inculpation de complicité d'assassinats, de dix personnes ayant plus ou moins appartenu au groupe de Guingouin dans la zone où il avait développé dès 1941 son maquis. Le 24 décembre 1953, Guingouin est convoqué par le juge Delmas. Il l'apostrophe, est arrêté et incarcéré à la prison de Brive. La presse va plus loin que l'affaire elle-même : Le Figaro dénonce fin décembre « la terreur rouge dans toute la région » et France Soir « un sortilège qui envoûtait toute une région » tandis que Paris-Match pourfend début janvier « l’ombre d’une république soviétique dans les monts du Limousin ». Le Courrier du Centre évoque un « gang organisé », un « dépôt d'armes ». Pour Le Figaro, derrière ce « gang » se cachent « les noms des chefs communistes » qui « préparent la prise du pouvoir ». L'enquête est en réalité seulement en cours et les auditions se poursuivent fin janvier, le quotidien Le Monde évoquant désormais les informations au conditionnel. Lors de sa confrontation avec Martial Pétiniaud, Guingouin explique qu'il n'est allé chez ce dernier que quinze jours après l'assassinat et seulement « pour savoir si quelqu'un de ses FTP était mêlé » à l'affaire, tandis que le témoin René Pouzache continue à nier.
Le 22 février 1954, les Renseignements généraux sont avertis, par erreur ou par souci d'alerter, que Guingouin s’est suicidé dans sa cellule. Un inspecteur venu vérifier le trouve assis sur sa couchette. Par dépit, une demi-heure plus tard, le surveillant-chef Méron et le gardien Cueille,, entrent dans sa cellule pour le tabasser à coups de poing et coups de pied, et à coup de gourdin pendant plus d’une demi-heure. Son état étant proche du décès, il est transféré à la prison de Toulouse, attaché sur une planche. Sur place, un groupe de résistants est alerté et exige une expertise médicale. Puis, il est transporté en hôpital psychiatrique ». Au mois d'avril, on découvre que l'enquête piétine toujours, malgré des reconstitutions au cours desquelles plusieurs des prévenus ne se prêtèrent que de très mauvaise grâce aux injonctions.

#### Mobilisation en sa faveur et contre-enquête
Le « Comité de défense » rallie de nombreuses personnalités, parmi lesquelles François Mauriac, Jean-Marie Domenach, et les sénateurs gaullistes Léo Hamon et Jacques Debû-Bridel. De nouveaux avocats sont engagés, parmi lesquels un jeune de la région, fils de résistant fusillé, Roland Dumas. Quatre mois après son transfert, il obtient sa libération définitive, le 14 juin 1954. Notre Flamme, journal du Comité d’action de la Résistance en Haute-Garonne, révèle en mars 1955 les détails oubliés de la carrière des quatre magistrats et policiers qui ont mené l'enquête contre lui et l'ont fait incarcérer. Mais la bataille juridique dure plusieurs années du fait des multiples passages d'une juridiction à l’autre.
Entre-temps, Georges Guingouin a repris la politique et le journalisme, l'activité qui l'avait fait entrer en Résistance. Ses articles dans Le Peuple limousin, mensuel communiste « dissident » fondé en 1957, vont se succéder pendant cinq mois et préparer son aptitude à rencontrer des émissaires de la direction du PCF, plus tard, entre 1961 et 1964, sans qu'une réhabilitation ne soit encore obtenue.

#### Non-lieu de la Justice en 1959
La chambre des mises en accusation de Lyon lui accorde un non-lieu le 13 novembre 1959. Le substitut du procureur a déclaré à cette occasion « ne pas comprendre, en son âme et conscience, qu’on ait engagé des poursuites contre lui » et cette décision lui permet de retrouver son gagne-pain d'instituteur.
À propos de ce passage en prison, le 21 novembre 2001, lors d'une conférence devant une assemblée de professeurs d'histoire de l'Aube, Georges Guingouin déclare : « Arrêté à la veille de Noël 1953, incarcéré à la prison de Brive, je devais y subir de tels sévices que, par deux fois, je parcourus le chemin des agonisants qui revoient leur vie à l'envers dans leurs derniers instants jusqu'à l'éblouissante lumière ».

#### Pourparlers pour la réintégration au PCF
En mars 1957, il adhère au Mouvement communiste démocratique et national d'Auguste Lecœur et Pierre Hervé. En 1961, il entre en pourparlers avec le PCF en vue d'une réintégration : on lui propose, affirme-t-il, « de le réintégrer moyennant son silence ». Refusant cette proposition, il se consacre alors à son métier d'instituteur et prend sa retraite en 1969.
Le magazine Historia reprend les accusations portées antérieurement contre Guingouin, le désignant comme responsable des exécutions sommaires commises dans la région de Limoges.

### Réhabilitation au sein du Parti communiste
La réhabilitation au sein du Parti communiste est extrêmement tardive. En janvier 1998, le comité central du Parti communiste, après de nombreuses réunions, « réhabilite » officiellement Georges Guingouin, et ce malgré l'indifférence de ce dernier. La demande de réhabilitation émane du secrétaire de la fédération de la Haute-Vienne, Christian Audouin, et accompagne une journée « portes ouvertes » sur les archives du PCF le 24 janvier 1998, au cours desquelles sont entre autres citées les affaires Marty-Tillon, Georges Guingouin, Henri Lefèvre et Servin-Casanova.
Le 13 février 1998, les journaux l'Humanité et L’Écho du Centre publient un courrier, de Robert Hue adressé à Georges Guingouin :

« Cher Georges Guingoin et, si vous me le permettez, cher ami,
De nombreux communistes m’ont interpellé, notamment à la suite du discours que j’ai prononcé à Longlaville en présence de Maurice Kriegel-Valrimont, pour témoigner de votre histoire, celle du grand dirigeant de la Résistance, et des conditions de votre exclusion.
J’ai été amené à lire, lors de l’ouverture des archives du PCF le 24 janvier dernier, l’obligation morale et politique que constitue pour les communistes la responsabilité de mettre en évidence ce qui s’était réellement passé en des périodes difficiles de l’histoire de notre parti. La Commission nationale d’arbitrage élue au congrès est en charger de mener un travail approfondi d’analyse sur les affaires et les exclusions politiques qui l’ont marquée afin que le Comité national s’exprime sur elles. C’est Francette Lazard, responsable de cette commission, qui est chargée de suivre ces questions et je tenais à vous en informer.
Sans attendre les conclusions de ces travaux, je tiens à vous confirmer, à vous personnellement, combien le Parti communiste reconnaît la gravité du tort qu’il a ainsi fait à des femmes et à des hommes, et le tort qu’il s’est fait à lui-même. J’ai dit à Maurice Krigel-Valrimont, et à travers lui à tous ceux qui ont vécu des épreuves identiques, que le PCF assume la totalité de son histoire et qu’il condamne sans appel les comportements qui ont douloureusement bouleversé la vie de nombre des siens. Nous savons quels procédés ont été utilisés et mesurons toute l’injustice que représente votre exclusion. Le reconnaître aujourd’hui n’efface certes pas les blessures mais je tenais néanmoins à vous le faire savoir, vous le chef des FTP du Limousin, et à vous exprimer ma très profonde considération.
Persuadé que vous verrez dans cette démarche le témoignage de notre attachement au meilleur de l’idéal communiste, je vous prie d’agréer, cher ami, en mon nom et au nom de la direction du PCF, l’expression de mes chaleureuses et sincères salutations. »

— Robert Hue
Guingouin répond dans une interview que « le communisme n'est pas un parti »,.

### Mort
Décédé à Troyes le 27 octobre 2005 à 92 ans, Georges Guingouin est inhumé, suivant ses souhaits, dans le petit cimetière communal de Saint-Gilles-les-Forêts aux côtés de sa femme Henriette (1918-2004).

### Autre engagement
Georges Guingouin, qui avait adhéré en 1948 au groupe Francisco-Ferrer de la Libre-pensée limousine, a par ailleurs été franc-maçon après avoir quitté la vie active. Il fut initié à Troyes le 13 novembre 1969 (à 56 ans) par la loge L'aurore sociale du Grand Orient de France, loge à laquelle avait appartenu un autre héros de la Résistance, Pierre Brossolette.

## Hommages
Marie-George Buffet a fait, au nom du parti communiste, une déclaration rendant hommage à Georges Guingouin. Elle a évoqué dans un discours à l'occasion de sa visite à Limoges en 2003, l'exclusion de Guingouin du parti, la qualifiant d'« inacceptable », et a précisé qu'elle avait tenu à rendre hommage à ce grand résistant lors de son 90e anniversaire.
Le mémorial de l'enlèvement du Sturmbannführer Helmut Kämpfe à environ quatre kilomètres à l'est de Saint-Léonard-de-Noblat sur la N141 a été conçu par l'artiste Jean-Joseph Sanfourche et inauguré en 1986 par Georges Guingouin.
Le peintre limousin Paul Rebeyrolle, lui aussi « exilé » dans l'Aube, puis en Côte-d'Or, lui a dédié en 1987 une œuvre monumentale intitulée Le Cyclope : hommage à Georges Guingouin.
Un rond-point à Feytiat, une avenue et un pont de Limoges au-dessus de la Vienne portent le nom de Georges Guingouin. Depuis le 25 septembre 1998, le collège d'Eymoutiers est devenu le collège Georges-Guingouin.
L'école communale désaffectée de Saint-Laurent-les-Églises où Georges Guingouin et sa femme ont enseigné en 1952/1953, porte une plaque commémorative à leur nom.
La place devant la gare de Saint-Junien porte le nom de Georges Guingouin.
Une école maternelle et une école élémentaire de Sainte-Savine, commune de la banlieue de Troyes où il habitait à la fin de sa vie, portent le nom de Georges Guingouin.
Un pont de Limoges, traversant la Vienne entre les boulevards Bel Air et Robert Maloubier, porte le nom de Georges Guingoin et a été inauguré le 21 août 2015.

## Décorations
- Commandeur de la Légion d'honneur - décret du 25 mars 2005[71]
- Compagnon de la Libération par décret du 19 octobre 1945[72]
- Croix de guerre 1939-1945, palme de bronze
- Médaille de la Résistance française avec rosette par décret du 24 avril 1946[73]
- King's Medal for Courage in the Cause of Freedom (Royaume-Uni)
- Acte de reconnaissance de la nation américaine
- Médaille Garibaldienne

### Citation à l'ordre de la Libération
« De 1940 à 1942, Georges Guingouin a été le « hors-la-loi », l'incarnation de la résistance civile en Limousin. Les condamnations aux travaux forcés — une à perpétuité, puis deux autres de vingt ans — témoignent de l'obstination des tribunaux de Vichy à se débarrasser de cet adversaire.
En 1942, il organise les premiers éléments du Maquis du Limousin qui allait devenir un des premiers de France, le plus redouté de la police de Laval et de Darnand, celui sur lequel les miliciens et les Allemands allaient s'acharner vainement.
Pour la période historique 1942-1944, il est difficile de faire un choix parmi les innombrables faits d'armes du lieutenant-colonel Guingouin. Chef et soldats, il a participé, à la tête de ses troupes, à tous les coups de main, à toutes les embuscades périlleuses, non seulement dans son secteur, mais également et à maintes reprises loin de sa zone d'habitation habituelle. Pendant la bataille du Mont-Gargan, du 17 au 24 juillet 1944, il a donné, à chaque instant, le plus magnifique exemple d'héroïsme, de maîtrise de soi, au mépris le plus total de la mort.
Extraordinaire entraîneur d'hommes que son exemple galvanise, le lieutenant-colonel Guingouin constitue une des plus belles figures de la Résistance. »

— texte écrit au verso du livre : 4 ans de lutte sur le sol limousin

## Publications
- Quatre ans de lutte sur le sol limousin, coll. « La Libération de la France », Le Puy Fraud éditeur, 1974 ; réédition 2015.
- Georges Guingouin, Premier Maquisard de France (avec Gérard Monédiaire), Éditions Lucien Souny, 1983.
- Marcel Parent, Georges Guingouin, les Écrits et les Actes, Le Temps des Cerises, 227 p., 2006.
- Intervention de Georges Guingouin à la conférence-débat réunissant les professeurs d'histoire du département de l'Aube sous la présidence de l'inspecteur d'académie, Jacques Marchal, à Troyes, le 21 novembre 2001.
- RMC Découverte, émission du 18 octobre 2019 : Roland Dumas (avocat de Georges Guingouin), témoignage à l'issue du procès de Tulle en Décembre 1953.
- Georges Guingouin, Instituteur et Premier Maquisard de France, émission Autant en emporte l'histoire du 3 octobre 2021 sur France Inter[74]